# Ева Фарна
Ева Фарна (рођена 12. августа 1993) је пољско-чешка певачица. Објавила је пет студијских албума на пољском и четири чешка језика и за њих је добила платинасте и златне сертификате, како у Пољској, тако и у Чешкој. Фарна је најмлађа комерцијално успешна певачица у Чешкој. Била је судија чешког и словачког СуперСтара 2013. године, Кс Фацтор-а (Пољска) 2014. године, а тренутно је судија компаније Идол (Пољска).

## Биографија
Фарна је рођена 12. августа 1993. у пољској породици која је живела у селу Вендриње близу Тринеца, Чешка. Похађала је пољску основну школу у Вендринеу, пет година уметничку школу и пољску гимназију у Чешком Тешину. Такође је похађала плесну школу и научила да свира клавир. Фарна је први пут привукла пажњу након победе на локалним такмичењима талената и у Чешкој и у Пољској 2004. и 2005. Након што ју је открио продуцент Лешек Вронка, издала је свој дебитантски албум Мелс ме вубец рад 2006. године. Награда („Откривење године“) 2006. за националну музичку анкету Český slavik („Чешки славуј“). Њен други албум, Ticho, који је заузео друго место у Чешкој, и пољска верзија њеног дебитантског албума, Сам на Сам, објављени су 2007. После турнеје, концерт ДВД Ближ ке хвездам постао је најпродаванији музички ДВД из 2008. у Чешкој. Почетком 2009. године, пољска верзија њеног другог албума објављена је као Cicho. Такође, 2010. године Ева је била укључена у једну епизоду „Hela w Opałach“.
Њен следећи албум, Виртуални, објављен је 26. октобра 2009, а њена турнеја Буд Виртуални у периоду 2009–2010 започела је 3. новембра 2009. у Брну и затворила се у Прагу 6. децембра 2009. Међународни део турнеје такође је обухватио Пољску и Словачку. 2010. године објављен је Фарнин пољски албум „ЕВАкуацја“. Албум је добио много награда, укључујући награде „Вива цомет 2011“ за синглове и цео албум. Синглови из „ЕВАкуацја“ су „Евакуацја“, „Без Лез“ и, касније 2011. године, „Ние прзегап“. 2011. је била година 18. рођендана Еве, па су одржани рођендански концерти, један у Чешкој, са ДВД-ом "18 Ливе", а други у Пољској са ДВД-ом "Ливе, ниезапомниани концерт уродзинови". У октобру 2013. године, Фарнин главни повратак са албумом „(В) Инна?“ изазвао забуну. Многи су наслов погрешно сматрали референцом на Фарнину саобраћајну несрећу 2012. године. У 2014. години објављен је Евин чешки сингл „Лепорело“, заједно са музичким спотом и песмом „Lesek“ о њеном менаџеру Лесек Вронка.

### Саобраћајка
22. маја 2012. године, Ева Фарна срушила се аутомобилом између градова Тринец и Вендрине. Претрпела је само мање огреботине. Према тесту даха, она је возила под дејством алкохола, са нивоом алкохола у крви мањим од 1‰. Дан раније славила је полагање матуре и заспала за воланом. За ово је кривила исцрпљеност проузроковану једнодневном трком пре испита.

## Лични живот

### Националност
Ева Фарна потиче из родољубиве пољске породице из села Вендрине (пољски: Ведриниа) у регији Заолзие. Њен отац Тадеуш је музичар у регионалним пољским фолклорним групама. Фарна има двојно пољско-чешко држављанство, иако је много пута изјавила да се осећа „као поносни Пољак“. Енергично води кампање за права пољске мањине у Чешкој, често сарађујући са Конгресом Пољака у Чешкој.

## Дискографија и топ листе

### Албуми
| Title             | Album details                                                                                             | Peak chart positions | Peak chart positions | Certifications     |
| Title             | Album details                                                                                             | CZE                  | POL                  | Certifications     |
| ----------------- | --- | -------------------- | -------------------- | ------------------ |
| Měls mě vůbec rád | - Released: 6 November 2006 - Label: Universal Music Czech Republic - Formats: CD, digital download       | 3                    | —                    | - CZE: Platinum    |
| Ticho             | - Released: 1 October 2007 - Label: Universal Music Czech Republic - Formats: CD, digital download        | 2                    | —                    | - CZE: Platinum    |
| Sam na sam        | - Released: 9 November 2007 - Label: Universal Music Poland - Formats: CD, digital download               | —                    | —                    | - POL: Gold        |
| Blíž ke hvězdám   | - Released: 10 November 2008 - Label: Universal Music Czech Republic - Formats: CD, DVD, digital download | 4                    | —                    | - CZE: Platinum    |
| Cicho             | - Released: 9 March 2009 - Label: Magic Records - Formats: CD, digital download                           | —                    | 16                   | - POL: 2× Platinum |
| Virtuální         | - Released: 26 October 2009 - Label: Universal Music Czech Republic - Formats: CD, digital download       | 3                    | —                    | - CZE: Gold        |
| EWAkuacja         | - Released: 5 November 2010 - Label: Magic Records - Formats: CD, digital download                        | —                    | 8                    | - POL: Platinum    |
| Live              | - Released: 14 November 2011 - Label: Magic Records - Formats: CD, DVD, digital download                  | —                    | 14                   | - POL: Gold        |
| 18 Live           | - Released: 28 November 2011 - Label: Universal Music Czech Republic - Formats: CD, DVD, digital download | 6                    | —                    | —                  |
| (W)INNA?          | - Released: 21 October 2013 - Label: Magic Records - Formats: CD, digital download                        | —                    | 7                    | - POL: Gold        |
| Leporelo          | - Released: 7 November 2014 - Label: Universal Music Czech Republic - Formats: CD, digital download       | 11                   | —                    | —                  |
| Inna              | - Released: 6 November 2015 - Label: Magic Records - Formats: CD, digital download                        | —                    | 7                    | —                  |

### Самци
| Title                        | Year | Peak chart positions | Peak chart positions | Peak chart positions | Certifications     | Album                         |
| Title                        | Year | CZE                  | POL                  | SVK                  | Certifications     | Album                         |
| ---------------------------- | ---- | -------------------- | -------------------- | -------------------- | ------------------ | ----------------------------- |
| "Měls mě vůbec rád"          | 2006 | 3                    | —                    | —                    |                    | Měls mě vůbec rád             |
| "Zapadlej krám"              | 2007 | 24                   | —                    | 76                   |                    | Měls mě vůbec rád             |
| "Ticho"                      | 2007 | 15                   | —                    | 35                   |                    | Ticho                         |
| "La la laj" (Czech version)  | 2007 | 8                    | —                    | —                    |                    | Ticho                         |
| "Tam gdzie nie ma dróg"      | 2007 | —                    | —                    | —                    |                    | Sam na sam                    |
| "Jaký to je"                 | 2008 | 6                    | —                    | —                    |                    | Ticho                         |
| "Cicho"                      | 2009 | —                    | —                    | —                    |                    | Cicho                         |
| "Dmuchawce, latawce, wiatr"  | 2009 | —                    | —                    | —                    |                    | Cicho                         |
| "Toužím"                     | 2009 | 14                   | —                    | 35                   |                    | Virtuální                     |
| "Ty jsi král"                | 2009 | —                    | —                    | —                    |                    | Virtuální                     |
| "La la laj" (Polish version) | 2010 | —                    | —                    | —                    |                    | Cicho                         |
| "Maska"                      | 2010 | 57                   | —                    | —                    |                    | Virtuální                     |
| "Ewakuacja"                  | 2010 | —                    | 1                    | —                    |                    | EWAkuacja                     |
| "Bez łez"                    | 2011 | —                    | —                    | —                    |                    | EWAkuacja                     |
| "Nie przegap"                | 2011 | —                    | 3                    | —                    |                    | EWAkuacja                     |
| "Znak"                       | 2013 | —                    | 3                    | —                    |                    | (W)INNA?                      |
| "Ulubiona rzecz"             | 2013 | —                    | —                    | —                    |                    | (W)INNA?                      |
| "Leporelo"                   | 2014 | 10                   | —                    | —                    |                    | Leporelo                      |
| "Tajna misja"                | 2014 | —                    | 9                    | —                    |                    | (W)INNA?                      |
| "Z nálezů a krás"            | 2014 | 59                   | —                    | —                    |                    | Leporelo                      |
| "Rutyna"                     | 2015 | —                    | —                    | —                    |                    | (W)INNA?                      |
| "Tu"                         | 2015 | —                    | 17                   | —                    | - POL: Platinum    | Inna                          |
| "Na ostří nože"              | 2016 | 55                   | —                    | —                    |                    | Non-album single              |
| "Na ostrzu"                  | 2016 | —                    | 3                    | —                    | - POL: Gold        | Inna                          |
| "Všechno nebo nic"           | 2016 | 96                   | 42                   | 4                    |                    | Všechno nebo nic(soundtrack)  |
| "Wszystko albo nic"          | 2017 | —                    | 10                   | —                    | - POL: 2× Platinum | Wszystko albo nic(soundtrack) |
| "Bumerang" (Polish version)  | 2017 | —                    | 7                    | —                    |                    | Non-album singles             |
| "Bumerang" (Czech version)   | 2017 | —                    | —                    | —                    |                    | Non-album singles             |
| "Vánoce na míru"             | 2017 | 8                    | —                    | —                    |                    | Non-album singles             |
| "Interakcja"                 | 2018 | —                    | 26                   | —                    |                    | Non-album singles             |
| "Málo se známe"              | 2018 | —                    | —                    | —                    |                    | Non-album singles             |

1. ↑  Шаблон:Cytuj pismo